# Peniel Mlapa
Peniel Kokou Mlapa (Lomé, 20 de febrero de 1991) es un futbolista togolés con nacionalidad alemana que juega en el Lamphun Warriors de la Liga de Tailandia.

## Selección nacional
Es internacional con la selección togolesa.

## Clubes
| Club                       | País          | Año       |
| -------------------------- | ------------- | --------- |
| TSV 1860 Múnich            | Alemania      | 2009-2010 |
| TSG 1899 Hoffenheim        | Alemania      | 2010-2012 |
| Borussia Mönchengladbach   | Alemania      | 2012-2015 |
| F. C. Núremberg (cedido)   | Alemania      | 2014-2015 |
| VfL Bochum                 | Alemania      | 2015-2017 |
| Dinamo Dresde              | Alemania      | 2017-2019 |
| VVV-Venlo (cedido)         | Países Bajos  | 2018-2019 |
| VVV-Venlo                  | Países Bajos  | 2019      |
| Al-Ittihad Kalba S. C.     | EAU           | 2019-2023 |
| Al-Nasr S. C.              | EAU           | 2023      |
| Daejeon Hana Citizen F. C. | Corea del Sur | 2024      |
| Busan IPark F. C.          | Corea del Sur | 2024      |
| Port F. C.                 | Tailandia     | 2025      |
| Lamphun Warriors           | Tailandia     | 2025-     |